# Garden in Transit

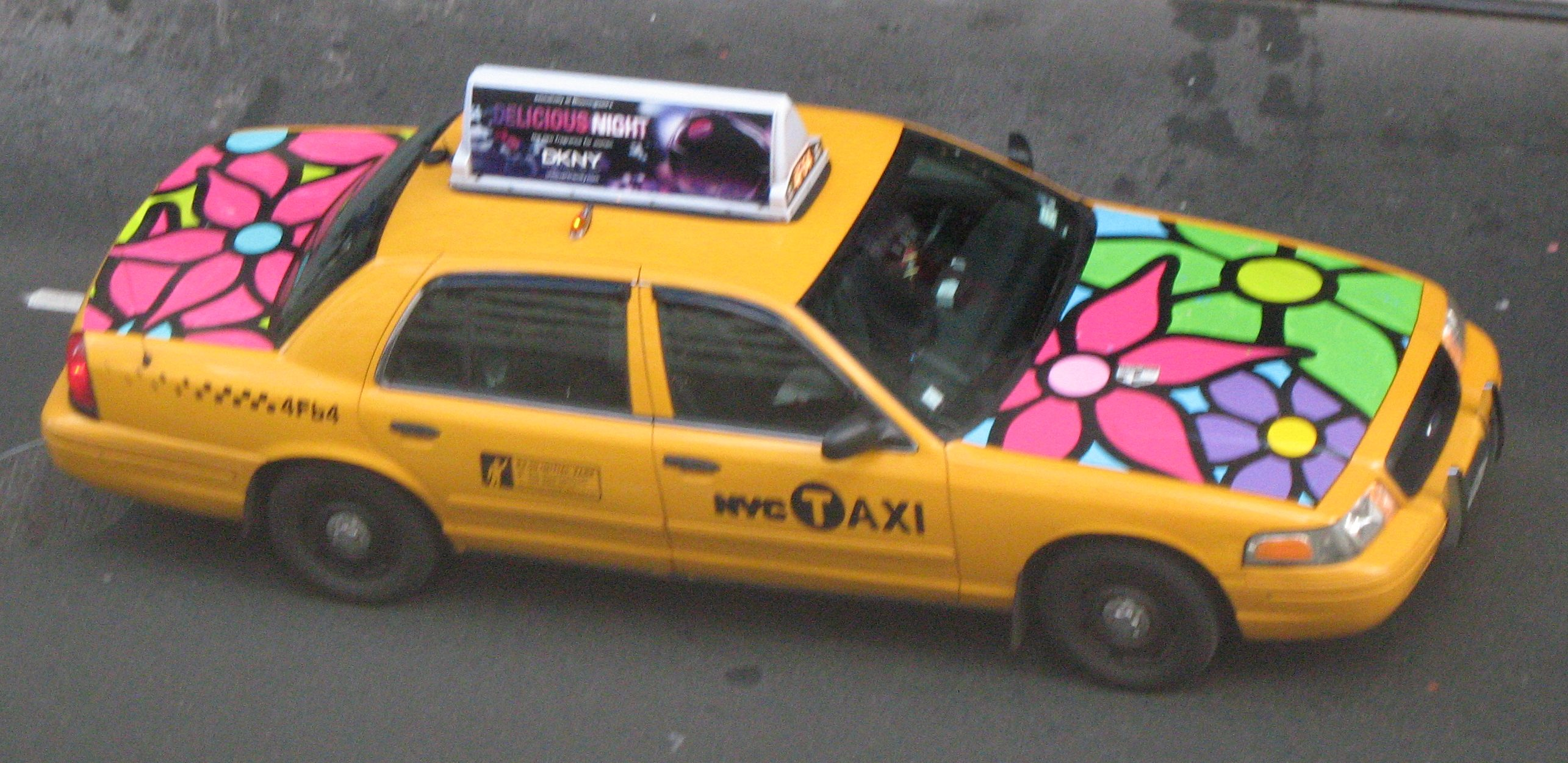
Flower Taxi

Garden in Transit è stata una esibizione di arte pubblica effettuata con i taxi di New York tra settembre e dicembre del 2007. Sono stati applicati sulle carrozzerie dei taxi dei dipinti di fiori, adesivi e idrorepellenti, realizzati da bambini delle scuole e da bambini ricoverati negli ospedali. Molti dei dipinti sono stati realizzati da bambini di New York ma alcuni sono stati creati da bambini di Filadelfia, Cleveland, Los Angeles, Atlanta e del New Jersey. Il progetto è stato organizzato da Ed e Bernie Massey 
I Flower Taxis (Taxi Fioriti) sono parte di una serie di progetti di arte pubblica che i Massey hanno realizzato con i bambini e con il loro progetto Portraits of Hope (Ritratti di speranza) che hanno fondato nel 1995. Ogni progetto ha una azienda che lo sponsorizza Altri progetti in grande scala sono stati:
- The Tower of Hope – Svezia – 2000
- Soaring Dreams Airship – 2005
- Soaring Dreams – Vetture NASCAR – 2006
- Chelsea Piers Project ai moli Chelsea (New York)
- Control Tower Paneling sulla Torre di controllo dell'aeroporto di Long-Beach – 2007